# Gran Premio del Portogallo 1993
Il Gran Premio del Portogallo 1993 è stato un Gran Premio di Formula 1 disputato il 26 settembre 1993 sul Circuito di Estoril. La gara è stata vinta da Michael Schumacher su Benetton, al suo secondo successo in carriera. Grazie al suo secondo posto, Alain Prost conquista la certezza matematica del suo quarto titolo mondiale.

## Prima della gara
- Dopo una stagione deludente, Michael Andretti torna a correre in Formula Indy; la McLaren-Ford lo sostituisce con Mika Häkkinen, fino ad allora pilota collaudatore.
- La Jordan-Hart assume, solo per questa gara, Emanuele Naspetti.
- Il venerdì, Alain Prost annuncia che alla fine della stagione si ritirerà dalla Formula 1. Il suo posto alla Williams-Renault verrà preso da Ayrton Senna.
- Lo sponsor ufficiale di questo Gran Premio di Formula 1 è il parco Euro Disney.

## Qualifiche
Come consueto, le due Williams dominano le qualifiche; Hill conquista la seconda pole position in carriera, davanti al compagno di squadra Prost. Terzo tempo per il sorprendente Häkkinen, che alla prima gara per la McLaren batte il ben più titolato compagno di squadra Senna. Quinto è Alesi, seguito da Schumacher, Patrese, Berger, Warwick e Blundell.

### Classifica
| Pos | No | Pilota               | Costruttore               | Tempo    | Distacco |
| --- | -- | -------------------- | ------------------------- | -------- | -------- |
| 1   | 0  | Damon Hill           | Williams - Renault        | 1:11.494 |          |
| 2   | 2  | Alain Prost          | Williams - Renault        | 1:11.683 | +0.189   |
| 3   | 7  | Mika Häkkinen        | McLaren - Ford            | 1:12.443 | +0.949   |
| 4   | 8  | Ayrton Senna         | McLaren - Ford            | 1:12.491 | +0.997   |
| 5   | 27 | Jean Alesi           | Ferrari                   | 1:13.101 | +1.607   |
| 6   | 5  | Michael Schumacher   | Benetton - Ford           | 1:13.403 | +1.909   |
| 7   | 6  | Riccardo Patrese     | Benetton - Ford           | 1:13.863 | +2.369   |
| 8   | 28 | Gerhard Berger       | Ferrari                   | 1:13.933 | +2.439   |
| 9   | 9  | Derek Warwick        | Footwork - Mugen-Honda    | 1:14.388 | +2.894   |
| 10  | 26 | Mark Blundell        | Ligier - Renault          | 1:14.577 | +3.083   |
| 11  | 25 | Martin Brundle       | Ligier - Renault          | 1:14.708 | +3.214   |
| 12  | 30 | Jyrki Järvilehto     | Sauber - Ilmor            | 1:14.833 | +3.339   |
| 13  | 29 | Karl Wendlinger      | Sauber - Ilmor            | 1:15.016 | +3.522   |
| 14  | 12 | Johnny Herbert       | Lotus - Ford              | 1:15.183 | +3.689   |
| 15  | 14 | Rubens Barrichello   | Jordan - Hart             | 1:15.433 | +3.939   |
| 16  | 10 | Aguri Suzuki         | Footwork - Mugen-Honda    | 1:15.491 | +3.997   |
| 17  | 4  | Andrea De Cesaris    | Tyrrell - Yamaha          | 1:15.904 | +4.410   |
| 18  | 11 | Pedro Lamy           | Lotus - Ford              | 1:15.920 | +4.426   |
| 19  | 24 | Pierluigi Martini    | Minardi - Ford            | 1:15.942 | +4.448   |
| 20  | 19 | Philippe Alliot      | Larrousse - Lamborghini   | 1:16.144 | +4.650   |
| 21  | 3  | Ukyo Katayama        | Tyrrell - Yamaha          | 1:16.186 | +4.692   |
| 22  | 20 | Érik Comas           | Larrousse - Lamborghini   | 1:16.417 | +4.923   |
| 23  | 15 | Emanuele Naspetti    | Jordan - Hart             | 1:16.566 | +5.072   |
| 24  | 23 | Christian Fittipaldi | Minardi - Ford            | 1:16.651 | +5.157   |
| 25  | 21 | Michele Alboreto     | Scuderia Italia - Ferrari | 1:17.118 | +5.624   |
| 26  | 22 | Luca Badoer          | Scuderia Italia - Ferrari | 1:17.739 | +6.245   |

## Gara
Al giro di formazione la vettura di Hill non si avvia; il pilota inglese è costretto a schierarsi in ultima posizione. Al via Alesi azzarda una traiettoria esterna e prende il comando, seguito da Häkkinen, Senna, Prost (superato in partenza anche dal duo McLaren oltre che dal ferrarista), Schumacher e Berger. Senna sorpassa Häkkinen a metà del primo giro e si mette all'inseguimento di Alesi, ma al 19º giro si ritira con il motore rotto, dicendo addio alla seconda piazza; al 20º giro Alesi e Häkkinen vanno a cambiare le gomme, Schumacher invece si ferma più tardi, e sbuca davanti al duo dopo la sosta.
I piloti Williams invece sono gli ultimi a tornare ai box, con Hill in grande rimonta; Prost invece non riesce a rientrare davanti a Schumacher. Al termine della serie di pit stop Schumacher passa al comando davanti a Prost, Alesi, Häkkinen e Hill. Al 33º giro Häkkinen, in scia ad Alesi, si ritira per un incidente e tre tornate dopo toccherà a Berger, autore di una pericolosa carambola lungo il rettifilo. Schumacher, Prost e Hill non si fermeranno più ai box, e il tedesco manterrà il comando fino alla fine nonostante gli attacchi di Prost, a cui basta il secondo posto per conquistare matematicamente il quarto titolo mondiale. Hill conclude terzo sopravanzando Alesi grazie alla seconda sosta ai box per cambiare le gomme del francese della Ferrari; la zona punti è chiusa da Wendlinger e Brundle.  Per Schumacher è la prima e unica vittoria stagionale e la seconda in carriera.

### Classifica
| Pos      | No | Pilota               | Costruttore               | Giri | Tempo/Ritiro             | Partenza | Punti |
| -------- | -- | -------------------- | ------------------------- | ---- | ------------------------ | -------- | ----- |
| 1        | 5  | Michael Schumacher   | Benetton - Ford           | 71   | 1:32:46.309              | 6        | 10    |
| 2        | 2  | Alain Prost          | Williams - Renault        | 71   | +0.982                   | 2        | 6     |
| 3        | 0  | Damon Hill           | Williams - Renault        | 71   | +8.206                   | 1        | 4     |
| 4        | 27 | Jean Alesi           | Ferrari                   | 71   | +1:07.605                | 5        | 3     |
| 5        | 29 | Karl Wendlinger      | Sauber - Ilmor            | 70   | +1 giro                  | 13       | 2     |
| 6        | 25 | Martin Brundle       | Ligier - Renault          | 70   | +1 giro                  | 11       | 1     |
| 7        | 30 | Jyrki Järvilehto     | Sauber - Ilmor            | 69   | +2 giri                  | 12       |       |
| 8        | 24 | Pierluigi Martini    | Minardi - Ford            | 69   | +2 giri                  | 19       |       |
| 9        | 23 | Christian Fittipaldi | Minardi - Ford            | 69   | +2 giri                  | 24       |       |
| 10       | 19 | Philippe Alliot      | Larrousse - Lamborghini   | 69   | +2 giri                  | 20       |       |
| 11       | 20 | Érik Comas           | Larrousse - Lamborghini   | 68   | +3 giri                  | 22       |       |
| 12       | 4  | Andrea De Cesaris    | Tyrrell - Yamaha          | 68   | +3 giri                  | 17       |       |
| 13       | 14 | Rubens Barrichello   | Jordan - Hart             | 68   | +3 giri                  | 15       |       |
| 14       | 22 | Luca Badoer          | Scuderia Italia - Ferrari | 68   | +3 giri                  | 26       |       |
| 15       | 9  | Derek Warwick        | Footwork - Mugen-Honda    | 63   | Collisione con R.Patrese | 9        |       |
| 16       | 6  | Riccardo Patrese     | Benetton - Ford           | 63   | Collisione con D.Warwick | 7        |       |
| Ritirato | 11 | Pedro Lamy           | Lotus - Ford              | 61   | Incidente                | 18       |       |
| Ritirato | 12 | Johnny Herbert       | Lotus - Ford              | 60   | Incidente                | 14       |       |
| Ritirato | 26 | Mark Blundell        | Ligier - Renault          | 51   | Collisione con D.Warwick | 10       |       |
| Ritirato | 21 | Michele Alboreto     | Scuderia Italia - Ferrari | 38   | Cambio                   | 25       |       |
| Ritirato | 28 | Gerhard Berger       | Ferrari                   | 35   | Incidente                | 8        |       |
| Ritirato | 7  | Mika Häkkinen        | McLaren - Ford            | 32   | Incidente                | 3        |       |
| Ritirato | 10 | Aguri Suzuki         | Footwork - Mugen-Honda    | 27   | Cambio                   | 16       |       |
| Ritirato | 8  | Ayrton Senna         | McLaren - Ford            | 19   | Motore                   | 4        |       |
| Ritirato | 3  | Ukyo Katayama        | Tyrrell - Yamaha          | 12   | Incidente                | 21       |       |
| Ritirato | 15 | Emanuele Naspetti    | Jordan - Hart             | 8    | Motore                   | 23       |       |

## Classifiche

### Piloti
| Pos. | Pilota               | Punti |
| ---- | -------------------- | ----- |
| 1    | Alain Prost          | 87    |
| 2    | Damon Hill           | 62    |
| 3    | Ayrton Senna         | 53    |
| 4    | Michael Schumacher   | 52    |
| 5    | Riccardo Patrese     | 20    |
| 6    | Jean Alesi           | 13    |
| 7    | Martin Brundle       | 12    |
| 8    | Johnny Herbert       | 11    |
| 9    | Gerhard Berger       | 10    |
| 9    | Mark Blundell        | 10    |
| 11   | Karl Wendlinger      | 7     |
| 11   | Michael Andretti     | 7     |
| 13   | Christian Fittipaldi | 5     |
| 13   | Jyrki Järvilehto     | 5     |
| 15   | Derek Warwick        | 4     |
| 16   | Philippe Alliot      | 2     |
| 16   | Fabrizio Barbazza    | 2     |
| 18   | Alessandro Zanardi   | 1     |
| 18   | Érik Comas           | 1     |

### Costruttori
| Pos. | Team                    | Punti |
| ---- | ----------------------- | ----- |
| 1    | Williams - Renault      | 149   |
| 2    | Benetton - Ford         | 72    |
| 3    | McLaren - Ford          | 60    |
| 4    | Ferrari                 | 23    |
| 5    | Ligier - Renault        | 22    |
| 6    | Lotus - Ford            | 12    |
| 6    | Sauber - Ilmor          | 12    |
| 8    | Minardi - Ford          | 7     |
| 9    | Footwork - Mugen-Honda  | 4     |
| 10   | Larrousse - Lamborghini | 3     |